# Дубновичи (Брестская область)
Дубновичи (бел. Дубнавічы) — деревня в Пинском районе Брестской области Беларуси. Входит в состав Сошненского сельсовета. Населённый пункт находится на востоке Брестской области. 
Ранее являлась административным центром Сошненского сельсовета.

## История
По состоянию на 1 января 1998 года насчитывалось 184 хозяйства, 339 жителей. До XVIII века Дубновичи находятся во владении князей Жижемских, Стеткевичей, а затем с XVIII столетия до 1939 года — князей Друцких-Любецких. В XVIII веке они возводят церковь Параскевы Пятницы. В 1795 году при священнике прихода Стефане Роджаловском из греко-католицизма в православие перешло 412 мужчин и 400 женщин. Церковь реконструировалась в 1909 году, сгорела во время Великой Отечественной войны. В 80-х гг. XIX века в Дубновичах насчитывалось 24 двора, проживало 217 человек. Находилась ветряная мельница. Имением распоряжался Эдвин Друцкий-Любецкий (924 десятины земли). В 20-30 гг. ХХ столетия оно было разделено: часть продана Виленскому Земскому банку. Оставшиеся владения находились в собственности Брониславы Друцкой-Любецкой. Управляющим являлся Витольд Мянчинский, администратором — Файвель Айзенберг. До Великой Отечественной войны в деревне насчитывалось 250 дворов, 907 жителей. Она была полностью сожжена оккупантами, расстреляно 23 человека. Этнограф Ромуальд Зенкевич, живший на Пинщине в середине прошлого столетия, упоминает о курганах в окрестностях Дубнович. Причем некоторые из них располагались один за другим и назывались по-местному «валами».

## Сожжение деревни Дубновичи
Деревня Дубновичи интересна историкам, краеведам и туристам своей трагической судьбой. В апреле 1943 года она была сожжена, а жители вывезены в Германию.
В середине июля 1943 года местные жители рассказали Ивану Михайловичу Корбану (командиру партизанского отряда им. С.М.Кирова) о прибытии на железнодорожную станцию, расположенную в нескольких километрах от деревни Дубновичи, немецкого эшелона с важным грузом и живой силой. Железнодорожное полотно на расстоянии нескольких километров охранялось усиленным немецким нарядом.
Иван Михайлович решил сам возглавить диверсионную группу по ликвидации этого эшелона. В 3-х километрах от деревни на железнодорожном перегоне был пущен под откос состав с живой силой и техникой противника. Из 29 вагонов в кювете оказалось 22. Потери немцев были впечатляющими: погибло более трехсот гитлеровцев, выведено из строя много техники, лошадей. 
Однако диверсионную группу атаковали подошедшие резервы противника. Деревня была окружена фашистами. Пришлось уходить, отбиваясь от врага. В период прорыва в лес старший лейтенант Иван Корбан был ранен.

## Культура
В Дубновичах действует центр народного творчества.

## Достопримечательность
- Памятник на могиле солдат, которые присоединились к партизанам и были убиты и сожжены на хуторе Горенец в июне 1943 года (их останки перезахоронены), установлен на гражданском кладбище в 2008 году.

Инициаторами поисковых работ и увековечения памяти партизан были очевидец тех трагических событий Людмила Маркияновна Петрович, а также ее сын Анатолий Михайлович Петрович, проректор по административно-хозяйственной работе и строительству Полесского государственного университета, и председатель сельсовета Янина Павловна Ребковец.